# زالا ۴۲۱-۰۸
زالا ۴۲۱-۰۸ یک ریز پهپاد توسعه یافته و تولید شده توسط شرکت زالا مبتنی بر  Izhevsk است. این پلتفرم پهپاد کوچک ، قابل حمل و قابل اعتماد است. وزن آن فقط ۹ کیلوگرم و  شامل ۲ دستگاه هوایی ، ایستگاه کنترل زمین جمع و جور ، ۲ کیت منبع تغذیه یدکی و ظرف کوله پشتی است که برای حمل و نقل استفاده می شود. ZALA 421-08 برای شناسایی خط مقدم ، نظارت بر سطح زیر زمین و برون مرزی طراحی شده است. برای راه اندازی آن تنها ۳ دقیقه زمان لازم است. پهپاد در حالت خودمختار یا نیمه خودمختار عمل می کند. 

## مشخصات فنی
- Wingspan: 0.8 متر
- طول: 0.41 متر
- وزن: 1.7   کیلوگرم
- ارتفاع پرواز: حداکثر 3600 متر از سطح دریا
- لینک رادیو: 15   کیلومتر
- حداکثر مدت پرواز: 90 دقیقه - با موتور الکتریکی
- دامنه سرعت: 65-150   کیلومتر در ساعت
- راه‌اندازی: خودمختار از دستان
- فرود: چتر نجات
- پیمایش: Glonass / GPS
- اندازه کلی (2 پهپاد و GCS): 8   کیلوگرم

## ظرفیت ترابری
- دوربین فیلمبرداری رنگی (550 TVL )
- دوربین مادون قرمز
- دوربین عکس (10 مگاپیکسل)